# Helmut Witte (Fußballtrainer)
Helmut Witte (* 15. Juli 1941) ist ein ehemaliger deutscher Fußballtrainer, der unter anderem bei Wattenscheid 09, Borussia Dortmund und dem MSV Duisburg wirkte.

## Laufbahn als Trainer
In den späten 1960er-Jahren trat Witte beim Dortmunder Amateurklub VfR Sölde seine erste Trainerstelle an. Ab 1970 bekleidete er dasselbe Amt beim unterklassig spielenden SV Welver. Im November 1975 wurde er vom Zweitligisten Wattenscheid 09 in dieser Funktion eingestellt und belegte mit der Mannschaft am Ende der Spielzeit 1975/76 den achten Tabellenrang. Direkt im Anschluss wechselte er zu Borussia Dortmund, wo er zunächst im Jugend- und Amateurbereich tätig war. Später wirkte er bei der ersten Mannschaft als Assistenztrainer und wurde nach der Entlassung von Karl-Heinz Feldkamp am 6. April 1983 interimsmäßig zum Trainer des Bundesligisten. Innerhalb kurzer Zeit entwickelte sich ein Konflikt zwischen ihm und Mannschaftskapitän Manfred Burgsmüller, den er nicht weiter berücksichtigen wollte. Zwei Wochen nach dem Amtsantritt gab der Verein bekannt, zur nachfolgenden Saison Uli Maslo als neuen Trainer einstellen zu wollen, nachdem zunächst auch Dietrich Weise im Gespräch war.
Unter Maslo arbeitete Witte erneut in der Rolle des Assistenten, ehe er im Oktober 1983 nach dessen Entlassung für einen kurzen Übergangszeitraum erneut Interimstrainer bei Borussia Dortmund war. Nach einer Zwischenstation als Co-Trainer beim TuS Schloß Neuhaus übernahm er im September 1985 die Trainerverantwortung beim abstiegsbedrohten Zweitligisten MSV Duisburg. Weil sich dessen sportliche Lage unter seiner Führung nicht besserte, wurde er bereits im März 1986 wieder entlassen. Als Co-Trainer des FC Schalke 04 nahm er von 1987 bis 1989 eine weitere Funktion im Profifußball wahr, ehe er sich daran anschließend wieder dem Amateursport zuwandte. In den frühen 1990er-Jahren trainierte er Rot-Weiß Lüdenscheid und erneut den VfR Sölde, bei dem seine Laufbahn einst begonnen hatte. 1997 übernahm er beim ASC 09 Dortmund eine ehrenamtliche Funktion als Koch und führte diese langjährig aus.